# Lago Gover
Il lago Gover (pron. ted. AFI: [ɡoːfɐ]; Goversee in tedesco, Goversé in titsch) è un lago artificiale situato a Gressoney-Saint-Jean, in Valle d'Aosta.

## Descrizione
Di origine artificiale, il lago Gover si trova nel capoluogo di Gressoney-Saint-Jean. Circondato da pini e abeti, dal lago è ben visibile la catena del Monte Rosa.
Durante l'inverno, il lago ghiaccia e viene utilizzato come pista di pattinaggio, mentre d'estate si può praticare la pesca sportiva.
Dal lago è possibile raggiungere Castel Savoia percorrendo la passeggiata della Regina, un breve e semplice sentiero in mezzo al bosco della durata di circa 30 minuti.